# Флаг Мезенского района
Флаг муниципального образования «Мезе́нский муниципальный округ» Архангельской области Российской Федерации является официальным символом муниципального образования, отражающим единство его территории, исторические, культурные, социально-экономические и иные местные традиции.
Ныне действующий флаг утверждён 27 декабря 2012 года решением Собрания депутатов муниципального образования «Мезенский муниципальный район» № 255 и внесён в Государственный геральдический регистр Российской Федерации.

## Описание
Описание флага, утверждённого 16 июня 2011 года решением Собрания депутатов муниципального образования «Мезенский муниципальный район» № 147, гласило:
«Флаг муниципального образования „Мезенский муниципальный район“ представляет собой прямоугольное светло-серого цвета полотнище с отношением ширины к длине 2:3, с зелёной полосой в 1/5 полотнища вдоль нижнего края. По верхнему краю зелёной полосы изображена червлёная лисица с серебряным брюхом и грудью».
Так как, согласно «Общим принципам разработки муниципальных флагов», утверждённым решением Геральдического совета при Президенте Российской Федерации от 15 мая 2003 года, серебро на флаге должно передаваться белым цветом, руководствуясь письмом Геральдического совета при Президенте Российской Федерации от 6 июня 2012 года № А72-2-303, решением от 27 декабря 2012 года в рисунок и описание флага были внесены соответствующие изменения:
«Флаг муниципального образования „Мезенский муниципальный район“ представляет собой прямоугольное полотнище с отношением ширины к длине 2:3, состоящее из двух горизонтальных полос: белого (вверху, шириной 4/5 ширины полотнища) и зелёного цветов; в центре белой полосы — идущая по краю зелёной полосы к древку лисица красного цвета с низом морды, грудью и брюхом белого цвета, носом, глазами и кончиком хвоста чёрного цвета».
В 2022 году Мезенский муниципальный район был преобразован в Мезенский муниципальный округ. При этом все сельские поселения в его составе утратили муниципальный статус, а район как административно-территориальная единица сохранён. Флаг Мезенского района решением Собрания депутатов Мезенского муниципального округа Архангельской области № 97 от 09.02.2023 года был утверждён в качестве флага Мезенского муниципального округа. Описание флага осталось прежним. 

## Обоснование символики
Флаг разработан на основе герба муниципального образования «Мезенский муниципальный район», прошедшего экспертизу в Геральдическом совете при Президенте Российской Федерации и отражающего исторические, культурные и экономические особенности Мезенского района:
- Червлёная лисица с белым брюхом и грудью в белом поле на зелёной земле символизирует северный город и отражает историю района, связанную с промыслом и торгом пушного зверя.
- Зелёный цвет — символ природы, изобилия, жизни и возрождения.
- Белый цвет (серебро) — символ простоты, совершенства, мудрости, благородства, мира, взаимного сотрудничества.